# Indalsälvens delta
Indalsälvens delta är ett 201 hektar stort naturreservat i Timrå kommun i Västernorrlands län. Reservatet omfattar deltaområdet i Indalsälvens utlopp som är Sveriges största och yngsta kustdelta. Reservatet består av flera älvgrenar, kanaler, rännor, broar och öar med sandstränder och alskog, och är populärt för kanotpaddling, promenader och bad.
Deltat var stort redan på 1700-talet men växte ytterligare efter "Vildhussens" ofrivilliga tömning av sjön Ragundasjön 1796, en av Sveriges största naturkatastrofer. Hans projekt underlättade flottning från Jämtland till kusten. 100 år senare muddrades Sörån i deltaområdet för att ytterligare underlätta flottning. Älvens delta börjar nedanför Bergeforsen med ön Skäftesholmen, cirka en kilometer nedströms kraftverket, där man förr "skilde" det utför älven flottade virket till de många sågverken på och kring Alnön. Flottningen upphörde 1969. Tillförseln av sand till området upphörde 1950 när Bergeforsens kraftverk byggdes, men deltaområdet fortsätter att förändras. Sandlagren ner till fast berg är upp till 60 meter djupa. Alla älvgrenarna rinner ut i Klingerfjärden i Timrå, och därifrån vidare kring Alnön och ut i Bottenhavet.
Sträckningen av Europaväg 4 genom deltaområdet över deltabroarna kallas Deltavägen. Aktionsgruppen Rädda Deltat genomförde 1988 en trädkramningsaktion för att hindra bygget av vägen.
Området är naturskyddat sedan 1992 i syfte att skydda fågel- och växtliv, med flera ovanliga arter, och öarnas och kanalernas naturliga förändring. Del av reservatet är av regeringen antaget som Natura 2000-område.
Vid Deltavägen finns statyn Y:et, formad som länsbokstaven och invigd 1995.